# Верхньоглибоке
Верхньоглибо́ке (рос. Верхнеглубокое) — присілок у складі Леб'яжівського округу Курганської області, Росія.
Населення — 457 осіб (2010, 483 у 2002).

## Видатні уродженці
- Васюсіна Надія Максимівна — Герой Соціалістичної Праці.